# Synagoge (Werne)

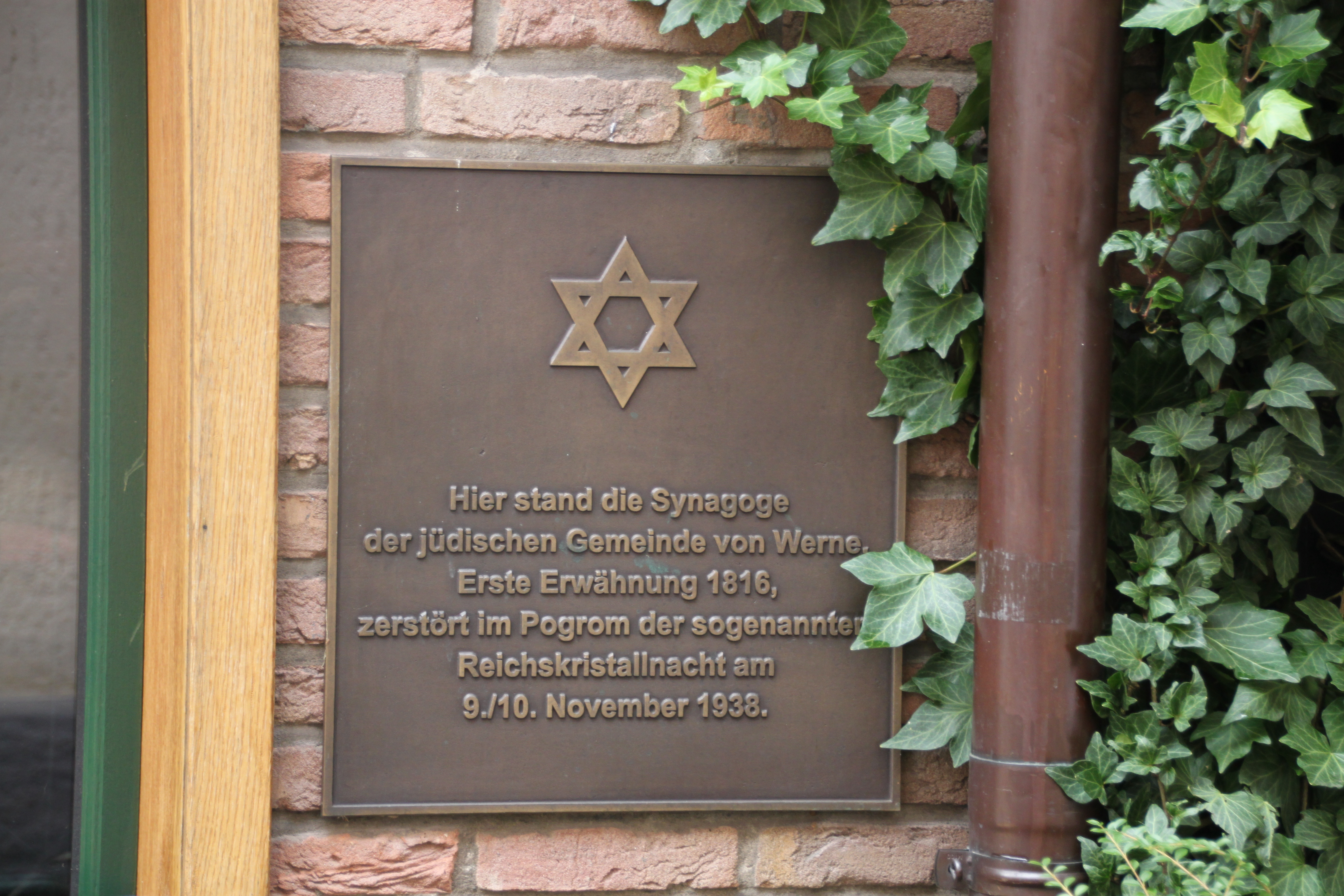
Gedenktafel an die in der Reichskristallnacht zerstörten Synagoge Werne

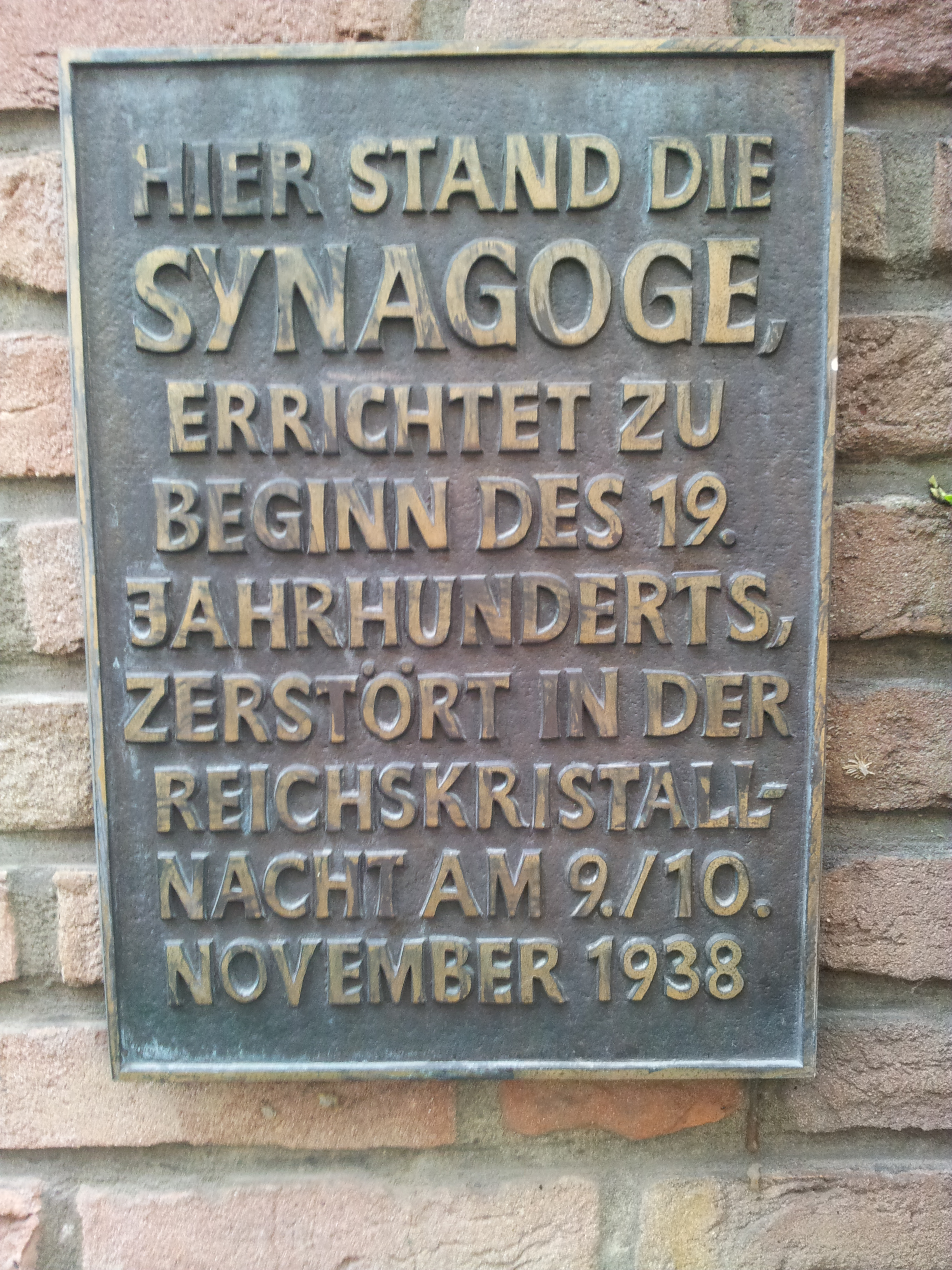
Ehemals angebrachte Gedenktafel, ausgetauscht durch die aktuelle im Herbst 2014

Die Synagoge von Werne stand am Markt 13. Sie wurde 1816 errichtet, während der Novemberpogrome vom 9. zum 10. November 1938 verwüstet und 1944 abgerissen. Zur Erinnerung wurde eine Gedenktafel errichtet.
In den Akten des Historischen Stadtarchivs Werne heißt es: „Die hiesige Synagoge ist neu erbaut, und in gutem Zustande und im Eigenthum der sämtlichen Judenschaft“. An diesem Ort ist eine jüdische Ansiedlung seit 2. September 1554 dokumentiert; nach der erfolgten bürgerlichen Gleichstellung durch das Judenedikt in Preußen 1812, wozu Werne nach Auflösung des Oberstifts Münster gehörte, wurde von den zu der Zeit ansässigen sieben jüdischen Familien (Fünf Prozent der Einwohnerschaft) 1816 die Synagoge und einige Jahrzehnte später die jüdische Schule errichtet.

## Gebäude und Inventar
Die am Markt 13 gelegene Synagoge war ein schlichtes Gebäude. Zur Eingangstür, einer einfachen Holztür, gelangte man über einige Stufen. Links und rechts war die Tür von hohen Fenstern eingerahmt. Die Sitzbänke im Inneren waren gen Osten ausgerichtet. Acht Frauenbänke befanden sich an der Nordseite. Links und rechts vom Eingang sowie in der Mitte zur westlichen Wand befanden sich je drei Männerbänke. Vor jedem Sitz war ein Behältnis für religiöse Gegenstände angebracht. In der Mitte zur Ostwand hin befand sich das Ewige Licht, ein Toraschrein mit Parochet und ein erhöhtes Bet- und Lesepult.
Während der Novemberpogrome 1938 wurde die Inneneinrichtung zerstört. Eine Torarolle wurde von Albert Heinemann gerettet. Er schenkte sie der Deutsch-Jüdischen Gemeinde „Hebrew Tabernakel“ in New York City.
Das Gebäude wurde von einem Bürger aus Werne gekauft und um 1944 abgerissen. Ein Foto von 1978 zeigt die Fundamente der Synagoge. Heute ist dort ein Gastronomiebetrieb.
In der Schrift Juden in Werne wird vermerkt, dass um 1816 das jährliche Gehalt des Kantors bei freier Kost 50 Reichstaler betrug.
Die ehemalige jüdische Schule befand sich links neben der Synagoge. An diesem Gebäude befinden sich heute zwei Gedenktafeln.